# Corybas klossii
Corybas klossii är en orkidéart som först beskrevs av Henry Nicholas Ridley, och fick sitt nu gällande namn av Rudolf Schlechter. Corybas klossii ingår i släktet Corybas, och familjen orkidéer. Inga underarter finns listade i Catalogue of Life.